# Sylvatest
Le Sylvatest est un appareil de mesures à ultrasons qui permet un diagnostic global de l’élément en bois pour tester sa résistance mécanique.

## Description
Le Sylvatest est un appareil de mesures acousto-ultrasoniques qui permet un diagnostic global de l’élément en bois, basé sur la vitesse et l’absorption d’énergie de l’onde ultrasonore transmise,. Le résultat donné traduit l’état sanitaire résiduel du bois dans le tronc de l’arbre testé ou de la poutre mesurée. Il s'agit de tests non destructifs,.
La technologie est mise au point par le professeur Jean-Luc Sandoz lors de sa thèse à l'EPFL en 1984 et son développement se poursuit avec le chercheur Yann Benoit en 1998,.
En 2022, la nouvelle version de Sylvatest fonctionne avec la technologie Bluetooth donc sans fil,.

## Utilisations
Le sylvatest est utilisé dans de nombreux pays (Brésil, Europe et Asie,,,,).Il a notamment été utilisé sur des bâtiments historiques comme les Entrepôts des magasins généraux de Paris, la Cité Interdite de Pékin, les poutres de la Cathédrale Notre-Dame de Paris, ou encore le Château de Valère.
Il sert aussi à certifier la qualité des bois pour des appellations d'origine contrôlée comme Bois des Alpes, ou Bois de Chartreuse,,.

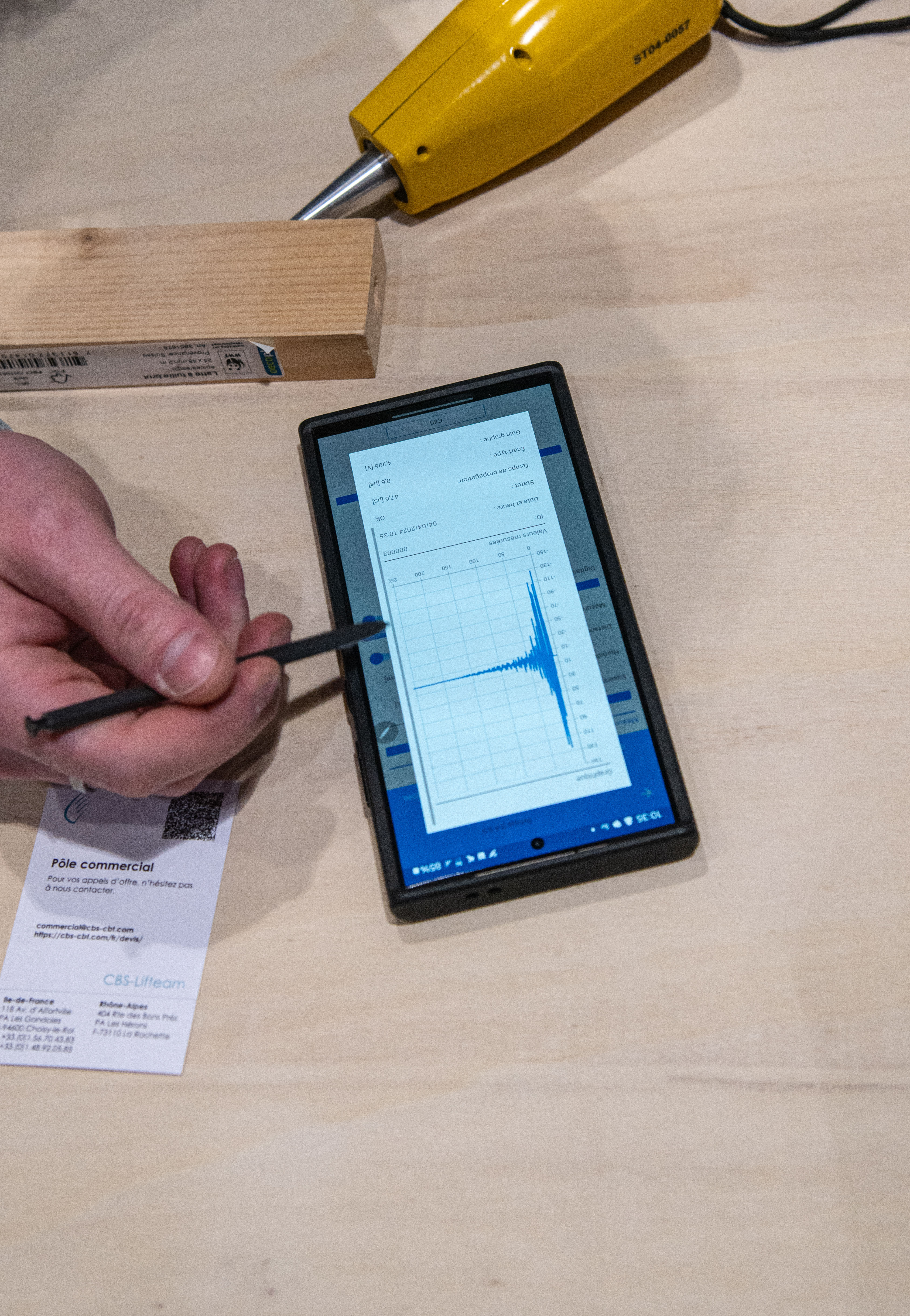
Sylvatest 4
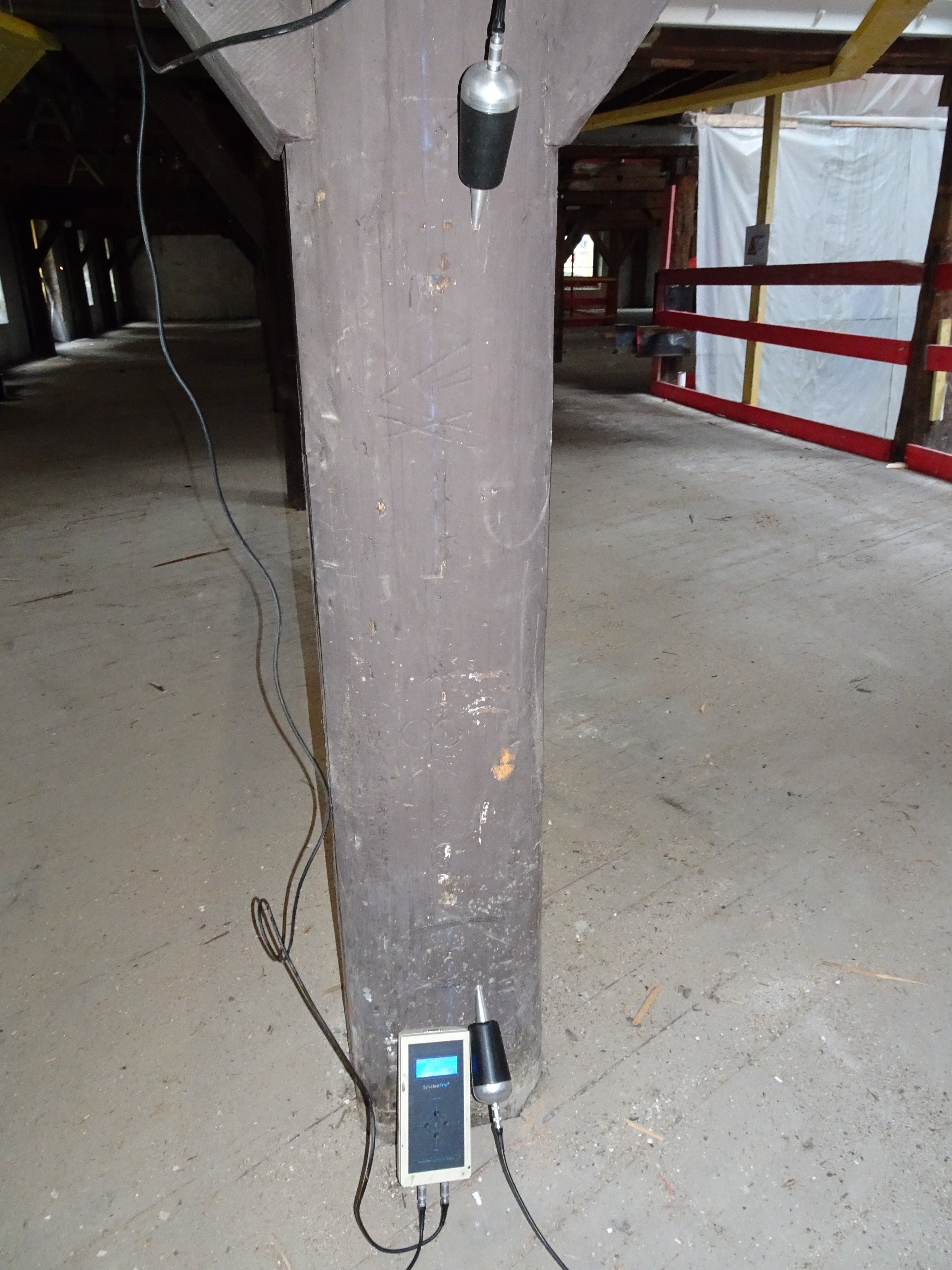
Sylvatest 3
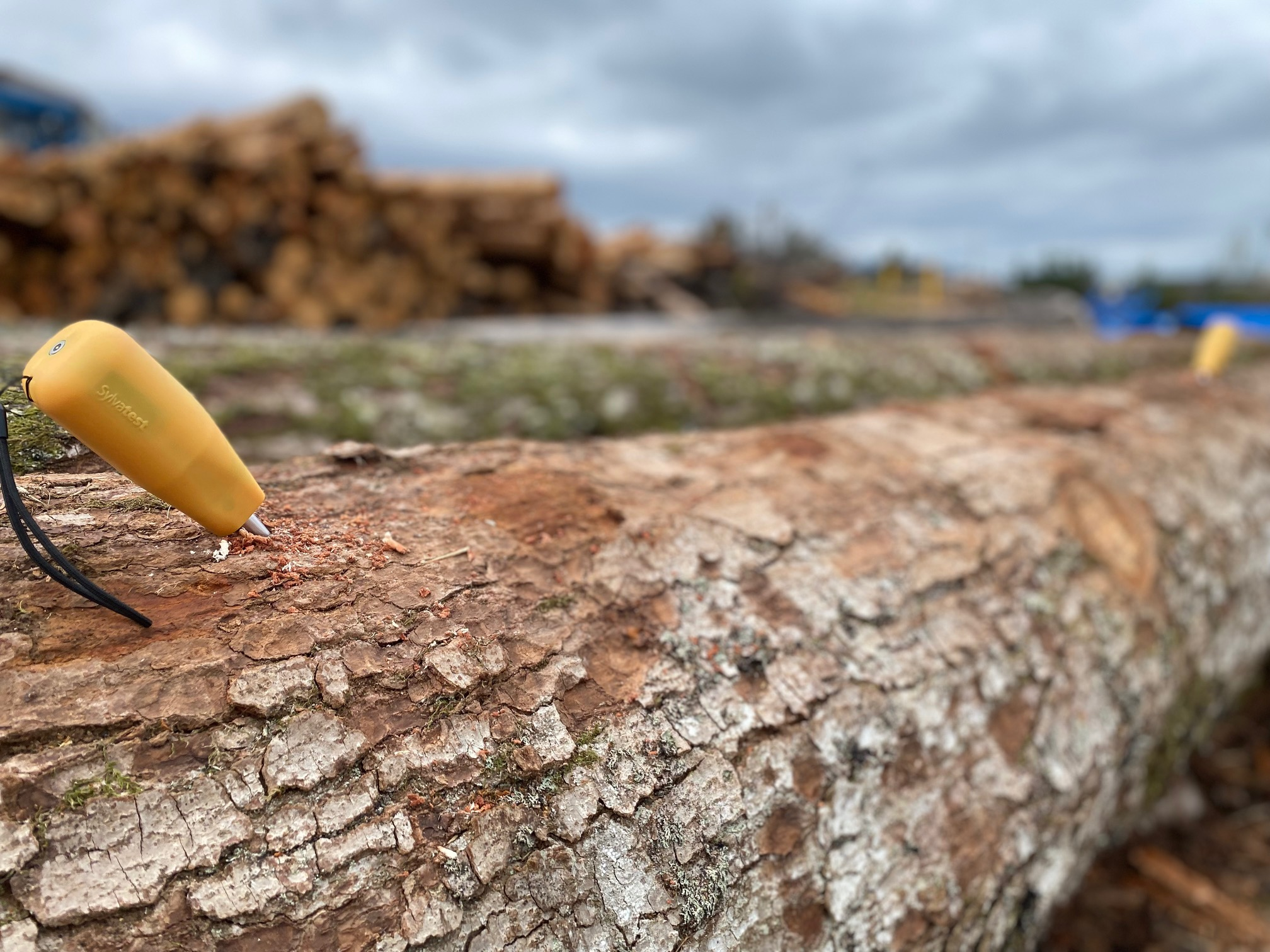
Classement des bois par performance structurelle